# Казанка (Болгарія)
Каза́нка (болг. Казанка) — село в Старозагорській області Болгарії. Входить до складу общини Стара Загора.

## Населення
За даними перепису населення 2011 року у селі проживали 132 особи, усі — болгари.
Розподіл населення за віком у 2011 році:
Динаміка населення: